# Protestas contra la concesión de ALCOA en Costa Rica
Las protestas contra ALCOA, fueron una serie de protestas, manifestaciones y huelgas realizadas en abril de 1970 en Costa Rica. Se dieron a raíz de la concesión dada por el gobierno de José Joaquín Trejos Fernández, y refrendado por la Asamblea Legislativa, a la empresa estadounidense Aluminum Company of America (ALCOA) para la explotación de bauxita en San Isidro de El General.
La oposición a la misma se gestó desde la comunidad de vecinos generaleños, sin embargo pronto se extendió a otros movimientos sociales teniendo particular protagonismo el movimiento estudiantil que primeramente surge el miércoles 22 de abril en el Liceo de Costa Rica, pero rápidamente fue encabezado por la Federación de Estudiantes de la Universidad de Costa Rica, que movilizó a más de 50.000 estudiantes,. Los estudiantes intentaron tomar el Edificio de la Asamblea Legislativa una vez que en el plenario se votó afirmativamente. La violencia surgió en ese momento y unas personas, que no fueron reconocidas por ninguno de los líderes estudiantiles, lanzaron estañones con basura encendida dentro de la Asamblea. La policía respondió violentamente no solo en frente de la Asamblea sino por todo el casco central de San José. También se sumaron partidos de izquierda, sindicatos y gremios de educadores. Cuatro diputados del Partido Liberación Nacional la votaron en contra y participaron de las protestas; Rodrigo Carazo Odio, Fernando Volio Jiménez, Jorge Luis Villanueva Badilla y Matilde Marín Chinchilla. También de Unificación Nacional, Uriel Arrieta Salas, José Hine García y José Antonio Bolaños Rojas así como Cecilia González, Arnulfo Carmona Benavides, Fernando Gutiérrez Benavides, Fernando Guzmán Mata y Armando Arauz Aguilar, del Partido Liberación Nacional, combatieron el proyecto con energía.
Finalmente, el gobierno decidió anular la iniciativa y el proyecto se archivó. Esta movilización social ha sido considerada un hecho histórico relevante en Costa Rica, con pocos precedentes, y muy similar a otras luchas sociales como las protestas contra el Combo Energético del año 2000, curiosamente bajo la presidencia de Miguel Ángel Rodríguez Echeverría, quien había sido ministro de Planificación durante la administración Trejos.